# Mical Damasceno
Mical Silva Damasceno (Anajatuba, 14 de janeiro de 1971) é uma administradora e política brasileira, filiada ao Partido Social Democrático. Atualmente é deputada estadual pelo Maranhão.

## Biografia
É natural de Anajatuba, filha de Pedro Aldi Damasceno e Necy Silva Damasceno. Aos seis anos, Mical mudou-se com a família para o município de Magalhães de Almeida. Com onze anos, por motivo de transferência das atividades pastorais do pai, passou a morar em Viana, onde se estabeleceu e reside. 
É a quinta filha de uma família de sete irmãos. Mãe de Cássio Renan e Breno Damasceno.
É formada em Administração pela Universidade Estadual do Maranhão.

## Política
Iniciou sua carreira pública no ano de 2007, quando se filiou ao Partido Popular Socialista (PPS). Pelo PPS foi candidata a vereadora por Viana nas eleições de 2008 e não foi eleita.
Em 2014, foi candidata a deputada federal pelo Partido Social Democrata Cristão (PSDC), ficando na suplência.
Alcançou êxito nas eleições de 2018, sendo eleita para o cargo de Deputada Estadual pelo Maranhão pelo Partido Trabalhista Brasileiro (PTB) com 30.693 votos. Em 2022, disputou a reeleição pelo Partido Social Democrático (PSB), sendo reeleita com 52.123 votos.